# Tôn Quá Đình

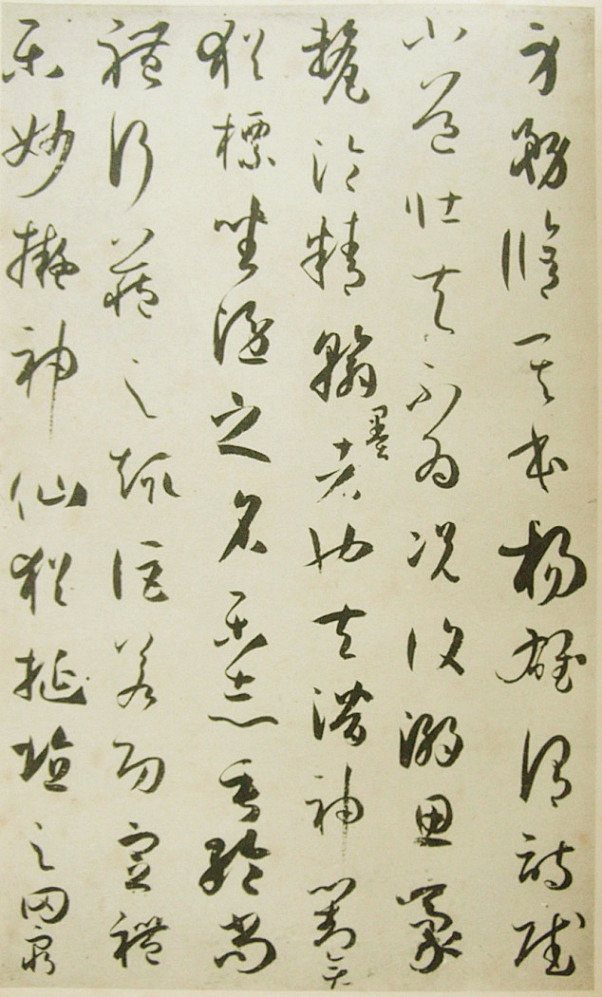
Một phần của Thư Phổ

Tôn Quá Đình (tiếng Hoa: 孫過庭; 648, tháng 9, 703), tự Tôn Kiền Lễ (孫虔禮), là một nhà thư pháp Trung Hoa thuộc đời đầu nhà Đường, được người ta nhớ đến vì thảo thư thư pháp và Thư Phổ (書譜) của ông. Tác phẩm này là tác phẩm lý thuyết quan trọng đầu tiên về thư pháp Trung Quốc, và vẫn quan trọng kể từ đó, dù chỉ có phần tựa đầu còn sót lại. Phần tựa đầu này là tác phẩm thư pháp còn sót lại duy nhất của Tôn, do đó nó là tài liệu khiến cho danh tiếng của Tôn như là một nghệ sĩ và một nhà lý luận.